# Prefeitura (Brasil)

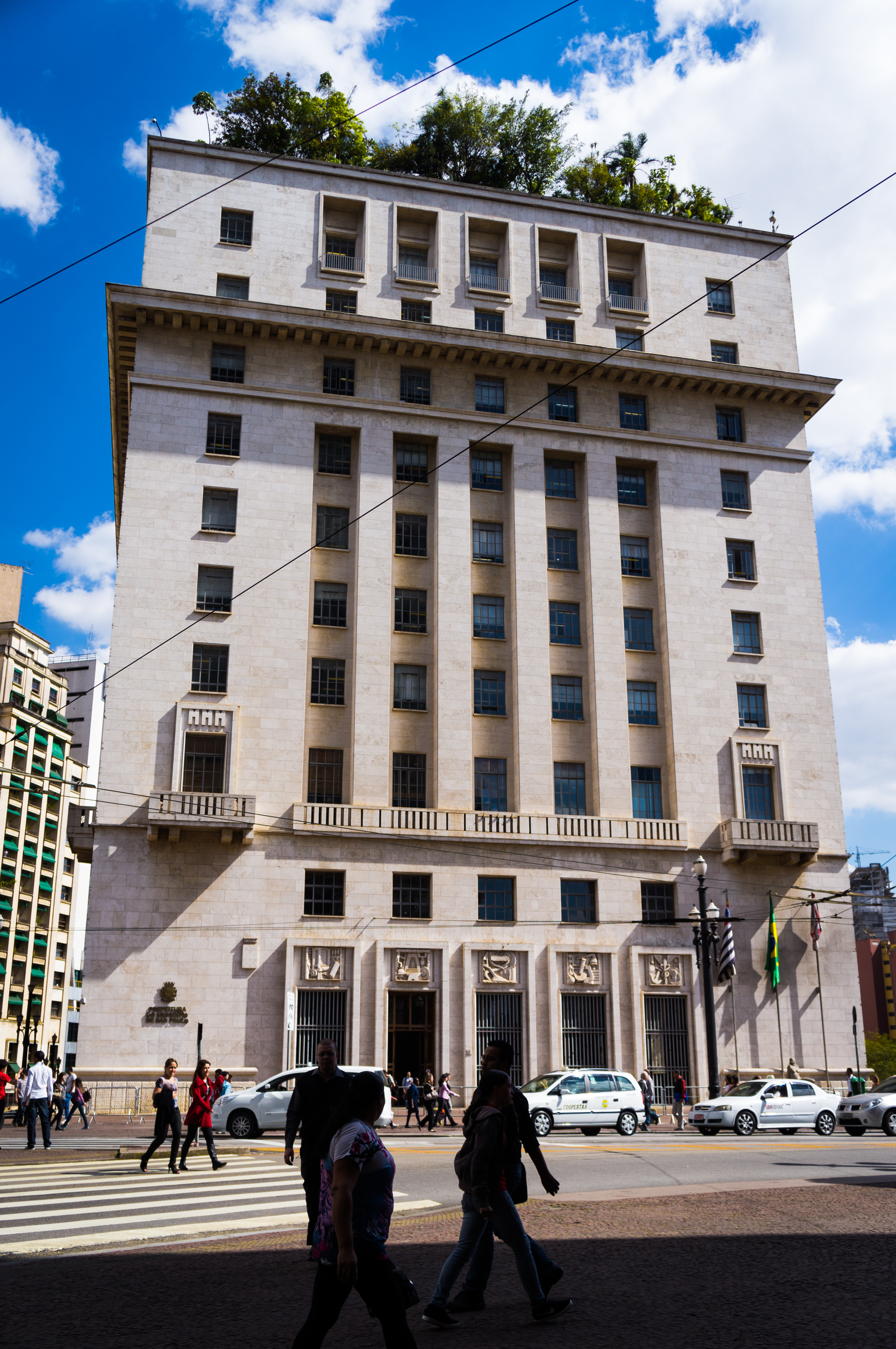
Edifício Matarazzo, sede da prefeitura de São Paulo

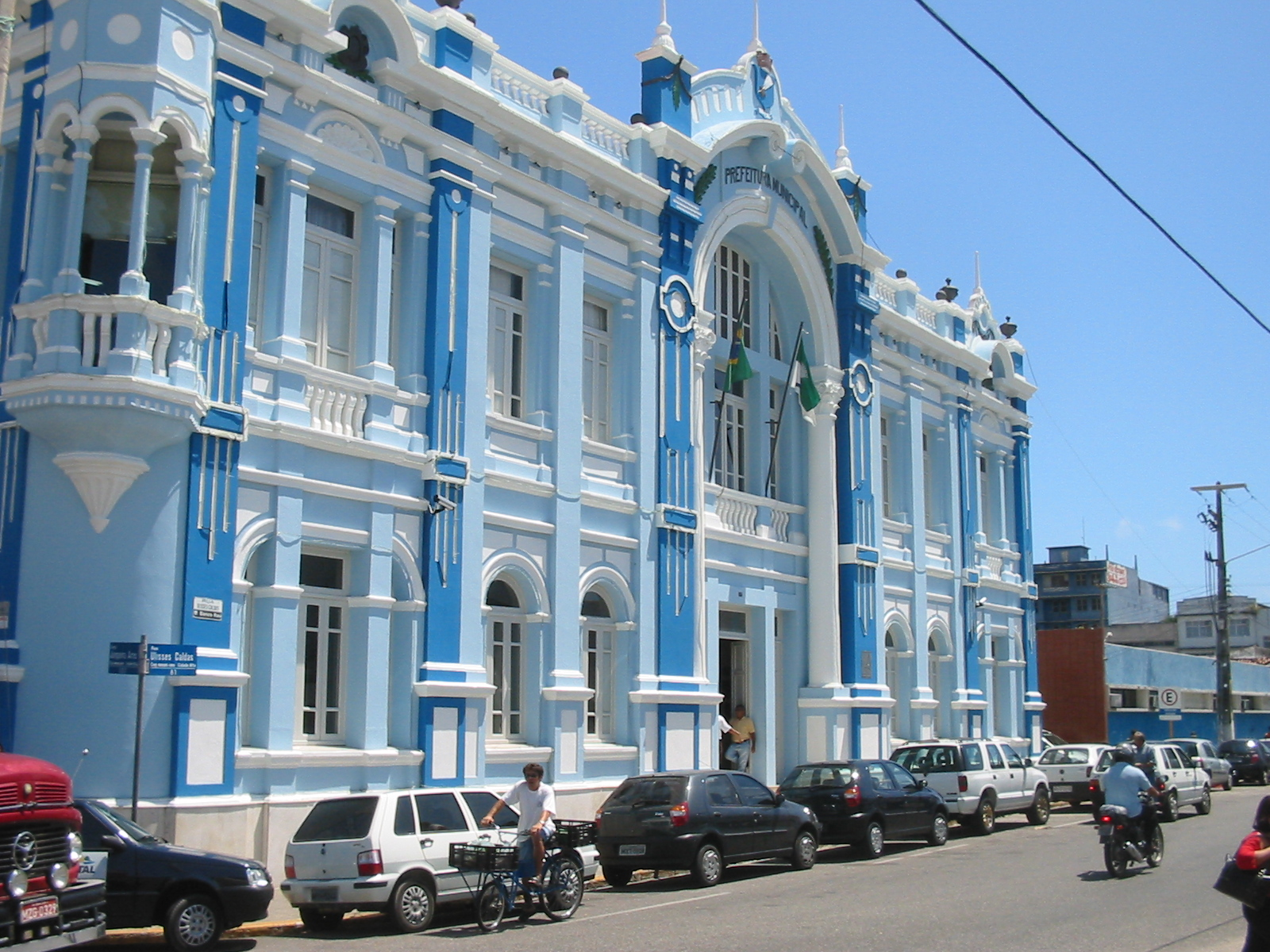
Palácio Filipe Camarão, sede da prefeitura de Natal, Rio Grande do Norte

No Brasil, uma prefeitura é a sede do poder executivo do município (semelhante à câmara municipal, em Portugal). Esta é comandada por um prefeito e dividida em secretarias de governo, como educação, saúde ou meio ambiente. O termo prefeitura também pode designar o prédio onde está instalada a sede do governo municipal, também chamado de paço municipal onde geralmente se localiza o gabinete do prefeito.

## História
No Brasil Colônia, a instituição administrativa máxima no nível municipal era a câmara municipal, sendo responsável pelo que modernamente se conhece por poderes executivo, legislativo e judiciário: realizava coleta de impostos, criava as regras comerciais, regulava o exercício de profissões e ofícios, preservava do patrimônio público,  e mesmo atribuições penais como a criação e coordenação de prisões, a exemplo do modelo português da época do Antigo Regime.

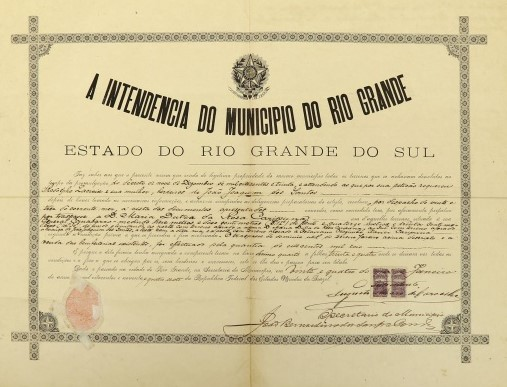
Documento da Intendência municipal brasileira em 1894.

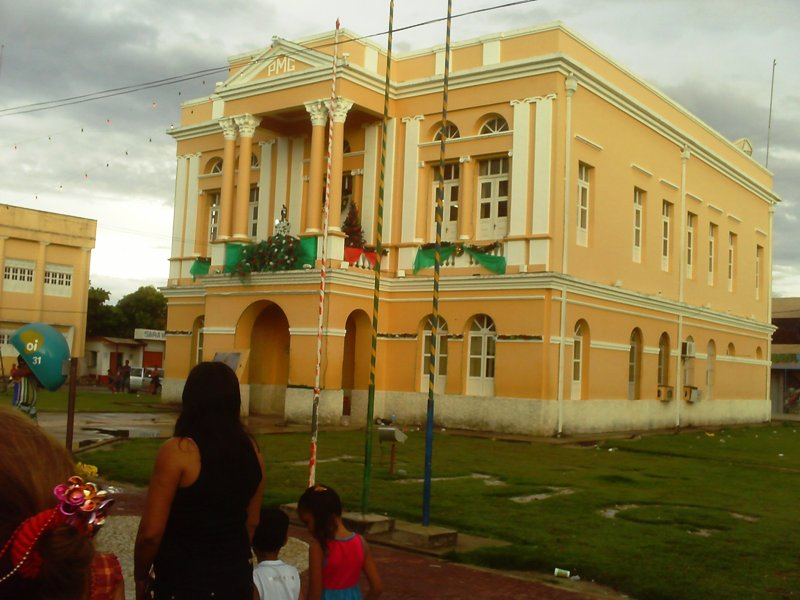
Sede da prefeitura municipal de Gurupá

Com a Independência do Brasil,  as câmaras municipais foram adequadas a nova fase pela Constituição de 1824: a duração da legislatura passou a ser de quatro anos e o vereador mais votado assumia a Presidência da Câmara, responsável por funções comparáveis à figura do prefeito da Constituição brasileira de 1988, além de exercer normalmente a função de vereador e presidente da Câmara dos Vereadores.
Após o golpe que gerou a Proclamação da República Brasileira em 1889, as câmaras municipais são dissolvidas. O chefe do poder executivo estadual passa a ser considerado competentes a nomear os membros do Conselho de Intendência (responsáveis, com exclusividade, pelo poder executivo municipal), separando na esfera municipal os poderes legislativo e executivo. Quando as câmaras municipais são recompostas, passam a responder somente pelo legislativo, contudo, na prática ocorreu a separação de poderes, com a continuidade do mesmo líder para ambos em casos frequentes. O cargo de intendente e o de presidente da Câmara era acumulado quando o presidente do estado da federação designava intendente (chefe do executivo) a pessoa eleita para presidir o legislativo municipal, devidamente por seus pares, vereadores.  
Em 1905, surge o "intendente geral" e é criada a "intendência municipal". Separa-se os dois cargos, o de intendente e o de presidente da Câmara. Ao mesmo tempo, os membros da câmara municipal são eleitos pelo povo, o intendente geral continua a ser apontado pelo presidente (cargo equivalente a governador nos dias de hoje) de cada estado. Assim foi até 1930, mudou após a Revolução de 1930 e a Era Vargas, com a instituição da figura do prefeito e a "prefeitura", à qual, foram atribuídas as funções executivas do município. A Constituição de 1934 atribuiu ao povo a escolha de prefeitos, mas, durante eventuais períodos ditatoriais da história do Brasil, o cargo voltou a ser preenchido por indicação dos governos federal ou estadual.